# Astounded
Astounded is een nummer van de Canadese electrogroep Bran Van 3000 uit 2001, in samenwerking met de Amerikaanse soulzanger Curtis Mayfield. Het is de eerste single van Discosis, het tweede studioalbum van Bran Van 3000.

## Achtergrondinformatie
Het nummer bevat samples uit Move On Up van Curtis Mayfield, en uit Rockin' Down the Highway van The Doobie Brothers. Bran Van 3000-lid James Di Salvio benaderde Curtis Mayfield met het idee om samen te werken, een paar maanden voor Mayfields overlijden in 1999. Mayfield was te ziek om een vocale bijdrage te leveren, maar een paar weken voor zijn overlijden gaf hij Di Salvio toestemming om zijn archieven door te nemen. Hier vond Di Salvio een ongebruikte vocale die Mayfield in de jaren '80 had opgenomen. Met Mayfields toestemming werd die vocale gebruikt in "Astounded".
"Astounded" werd in diverse landen een hit, vooral in het alternatieve circuit. Zo bereikte het de 3e positie in Canada, het thuisland van Bran Van 3000. In Mayfields thuisland de Verenigde Staten wist het nummer echter weinig potten te breken. Wel werd de plaat een bescheiden Europese hit. In Nederland werd het 3FM Megahit en bereikte het de 36e positie in de Nederlandse Top 40, terwijl het in Vlaanderen kwam op eerste positie in de Tipparade terechtkwam.

## Tracklijst
- Cd-single

1. "Astounded" (lange radioversie) – 3:54
2. "Astounded" (albumversie) – 5:57

- 12"

1. "Astounded" (albumversie) – 5:57
2. "Astounded" (MJ Cole Master Mix) – 6:21
3. "Astounded" (Eric Kupper club mix) – 7:25